# Monza Rally Show

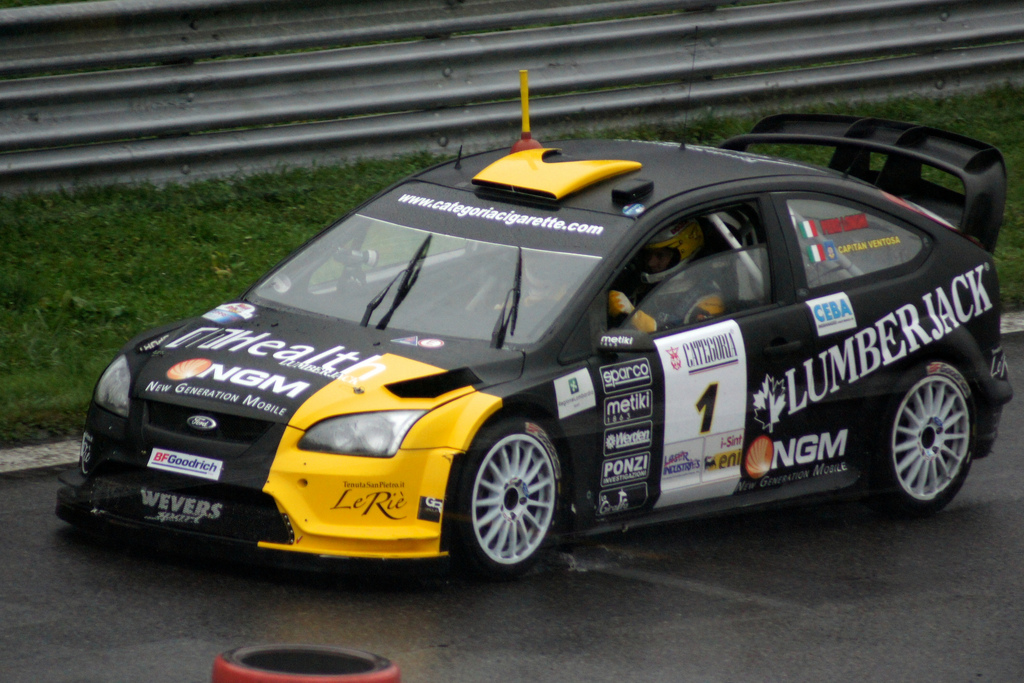
Piero Longhi e Luca Cassol su Ford Focus WRC durante l'edizione 2010

Il Rally di Monza è una manifestazione automobilistica che si tiene a partire dal 1978 all'Autodromo nazionale di Monza.
Tra il 2003 e il 2019 l'evento era noto come Monza Rally Show ed era caratterizzato dalla eterogeneità degli iscritti: non solo specialisti di rally ma anche piloti di corse in pista, sportivi di altre discipline e personaggi del mondo dello spettacolo. Solitamente si svolge nelle ultime settimane di novembre, al termine della stagione agonistica.

## Storia

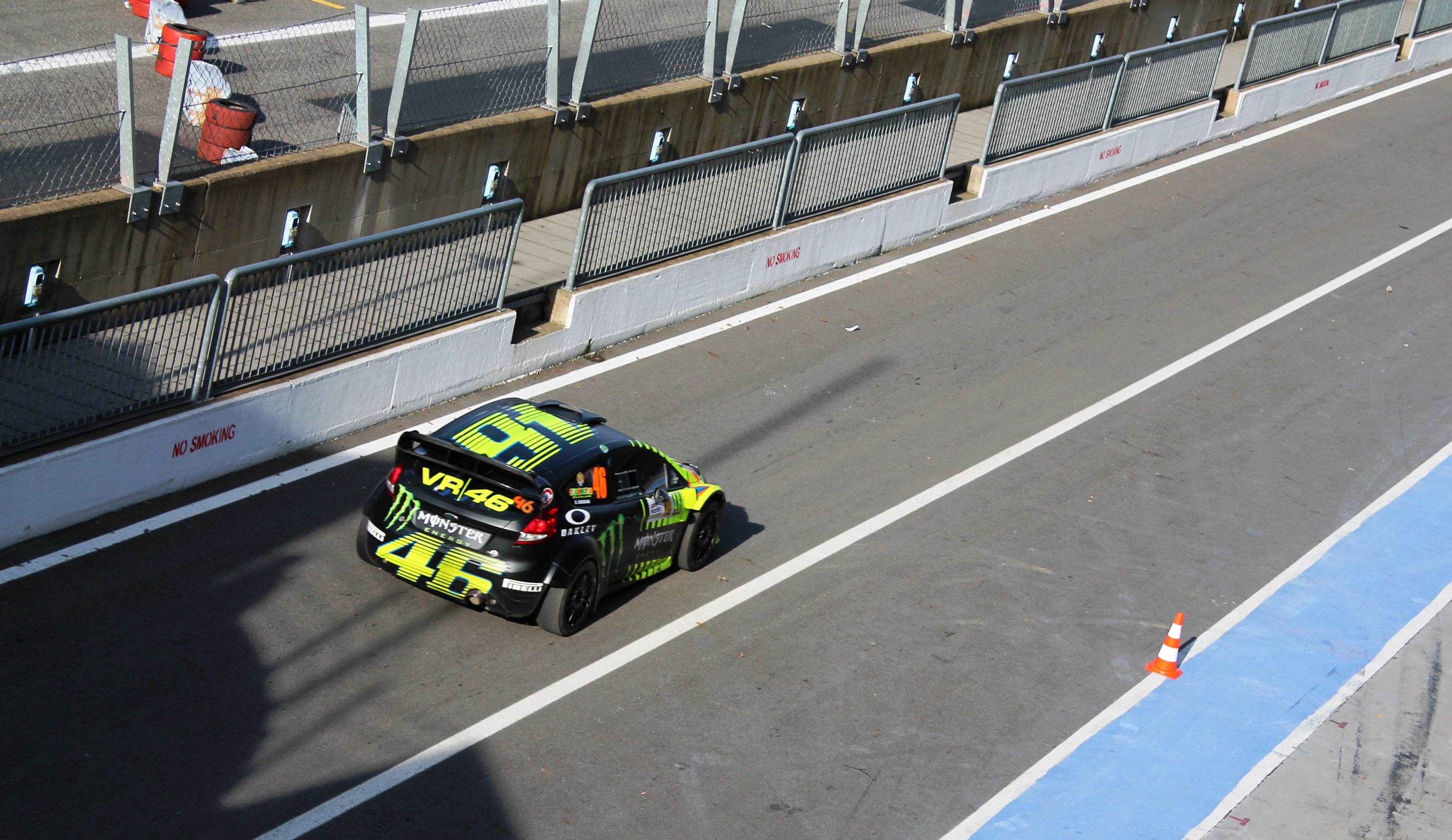
Valentino Rossi al Rally di Monza del 2013 su una Fiesta RS WRC

Il Rally di Monza tenne la sua prima edizione nel 1978 con la vittoria di Federico Ormezzano su Porsche 911. Le prime edizioni prevedevano un percorso misto tra l'asfalto della pista e un tracciato sterrato ricavato all'interno dell'autodromo. A partire dal 1985 furono eliminate le prove su terra e la gara divenne interamente su asfalto. Nelle edizioni seguenti gli organizzatori cominciarono ad ammettere alla gara anche vetture da competizione in pista (quali ad esempio Alfa Romeo 155 GTA o Ferrari F355 Challenge) oppure con preparazioni speciali per la gara, inoltre divennero sempre più frequenti le partecipazioni di piloti specialisti della pista come Nicola Larini, Giancarlo Fisichella, Rinaldo Capello e molti altri. 
Dopo una pausa di due anni, con l'edizione del 2003 nacque il format Monza Rally Show che prevedeva la partecipazione anche di sportivi di altre discipline, specialmente motociclistiche, e personaggi della televisione.
A partire dal 1994 si disputa anche il Masters' Show, prova a eliminazione che si svolge sul rettilineo principale.
Nel 2020, a seguito della cancellazione di diverse gare per via della pandemia da COVID-19, il Rally di Monza è diventato l'appuntamento conclusivo del campionato del mondo rally 2020. L'edizione ha visto, non solo, la disputa di prove speciali all'interno dell'Autodromo e nel parco, stante all'interno dell'autodromo, ma anche di prove speciali vere e proprie, disputate tra le province di Bergamo e Lecco. Nel 2021 in un primo momento il Rally di Monza non viene inserito nel calendario del WRC ma il 13 di settembre viene ufficializzata la sua entrata al posto del Rally del Giappone come evento conclusivo del campionato.
Dopo un anno di pausa, nel 2023 il Rally di Monza torna come prova conclusiva del Campionato Italiano Rally.

## Albo d'oro

### Rally di Monza/Monza Rally Show[4]
| Anno      | Pilota               | Co-pilota            | Auto                             |
| --------- | -------------------- | -------------------- | -------------------------------- |
| 1978      | Federico Ormezzano   | Renato Genova        | Porsche 911 Gr.3                 |
| 1979      | Raffaele Pinto       | Fabio Penariol       | Ferrari 308 GTB Gr.4             |
| 1980      | Federico Ormezzano   | Renato Genova        | Porsche 911 Gr.4                 |
| 1981      | Federico Ormezzano   | Claudio Berro        | Lancia Stratos Gr.4              |
| 1982      | Federico Ormezzano   | Claudio Berro        | Lancia Stratos Gr.4              |
| 1983      | Adartico Vudafieri   | Tiziana Borghi       | Lancia Rally 037 Gr.B            |
| 1984      | Attilio Bettega      | Maurizio Perissinot  | Lancia Rally 037 Gr.B            |
| 1985      | Adartico Vudafieri   | Tiziana Borghii      | Lancia Rally 037 Gr.B            |
| 1986      | Gianfranco Cunico    | Gianluigi Scalvini   | Lancia Rally 037 Gr.B            |
| 1987      | Fulvio Bacchelli     | Paolo Spollon        | Lancia Rally 037 Gr.B            |
| 1988      | Marco Brand          | Maria Leitner        | Lancia Rally 037 Gr.B            |
| 1989      | Dario Cerrato        | Giuseppe Cerri       | Alfa Romeo 75 IMSA               |
| 1990      | Gianfranco Cunico    | Stefano Evangelisti  | BMW M3 Gr.A                      |
| 1991      | Andrea Zanussi       | Paolo Amati          | BMW M3 Gr.A                      |
| 1992      | Nicola Larini        | Arnaldo Bernacchini  | Alfa Romeo 155 GTA S1            |
| 1993      | Andrea Zanussi       | Paolo Amati          | Ford Escort Cosworth S1          |
| 1994      | Giorgio Francia      | Monica Bregoli       | Alfa Romeo 155 V6 TI             |
| 1995      | Marco Spinelli       | Silvio Perlino       | Ford Escort Cosworth Gr.A        |
| 1996      | Marco Spinelli       | Silvio Perlino       | Ford Escort Cosworth Gr.Speciale |
| 1997      | Marco Spinelli       | Arnaldo Bernacchini  | Toyota Celica ST 205 Gr.A        |
| 1998      | Andrea Dallavilla    | Daniele Vernuccio    | Subaru Impreza WRC               |
| 1999      | Renato Travaglia     | Flavio Zanella       | Peugeot 306 Maxi                 |
| 2000      | Dindo Capello        | Dino Zanatta         | Subaru Impreza WRC               |
| 2001-2002 | Non disputato        | Non disputato        | Non disputato                    |
| 2003      | Alessandro Battaglin | Gianni Marchi        | Toyota Corolla WRC               |
| 2004      | Dindo Capello        | Gigi Pirollo         | Škoda Fabia WRC                  |
| 2005      | Dindo Capello        | Gigi Pirollo         | Skoda Fabia WRC                  |
| 2006      | Valentino Rossi      | Carlo Cassina        | Ford Focus WRC                   |
| 2007      | Valentino Rossi      | Carlo Cassina        | Ford Focus WRC                   |
| 2008      | Dindo Capello        | Gigi Pirollo         | Ford Focus WRC                   |
| 2009      | Dindo Capello        | Gigi Pirollo         | Citroën C4 WRC                   |
| 2010      | Dani Sordo           | Diego Vallejo        | Citroen C4 WRC                   |
| 2011      | Sébastien Loeb       | Severine Loeb        | Citroën DS3 WRC                  |
| 2012      | Valentino Rossi      | Carlo Cassina        | Ford Fiesta RS WRC               |
| 2013      | Dani Sordo           | Marc Martí           | Citroen DS3 WRC                  |
| 2014      | Robert Kubica        | Alessandra Benedetti | Ford Fiesta RS WRC               |
| 2015      | Valentino Rossi      | Carlo Cassina        | Ford Fiesta RS WRC               |
| 2016      | Valentino Rossi      | Carlo Cassina        | Ford Fiesta RS WRC               |
| 2017      | Valentino Rossi      | Carlo Cassina        | Ford Fiesta RS WRC               |
| 2018      | Valentino Rossi      | Carlo Cassina        | Ford Fiesta WRC                  |
| 2019      | Andrea Crugnola      | Marco Bergonzi       | Volkswagen Polo GTI R5           |
| 2024      | Andrea Crugnola      | Andrea Sassi         | Citroën C3 Rally2                |

### ACI Rally Monza
Valida per il Campionato del mondo rally nel 2020 e 2021, per il Campionato Italiano Rally nel 2023.
| Anno | Pilota           | Co-pilota        | Auto                  |
| ---- | ---------------- | ---------------- | --------------------- |
| 2020 | Sébastien Ogier  | Julien Ingrassia | Toyota Yaris WRC      |
| 2021 | Sébastien Ogier  | Julien Ingrassia | Toyota Yaris WRC      |
| 2023 | Andrea Mabellini | Virginia Lenzi   | Škoda Fabia RS Rally2 |

### Monza Masters' Show
| Anno      | Equipaggio           | Co-pilota            | Auto                                  | Categoria |
| --------- | -------------------- | -------------------- | ------------------------------------- | --------- |
| 1994      | Michele Alboreto     | Arnaldo Bernacchini  | Alfa Romeo 155 V6 TI                  |           |
| 1995      | Marco Spinelli       | Silvio Perlino       | Ford Escort Cosworth Gr.A             |           |
| 1996      | Vincenzo Manenti     | Elisabetta Borghi    | Lancia Delta Integrale SS Gr.Speciale |           |
| 1997      | Giancarlo Fisichella | Daniele Vernuccio    | Subaru Impreza WRX Gr.A               |           |
| 1998      | Andrea Dallavilla    | Daniele Vernuccio    | Subaru Impreza WRC                    |           |
| 1999      | Dindo Capello        | Paolo Lizzi          | Subaru Impreza WRC                    |           |
| 2000      | Dindo Capello        | Dino Zanatta         | Subaru Impreza WRC                    |           |
| 2001-2002 | Non disputato        | Non disputato        | Non disputato                         |           |
| 2003      | Alessandro Battaglin | Gianni Marchi        | Toyota Corolla WRC                    |           |
| 2004      | Luca Cantamessa      | Massimo Ciceri       | Peugeot 206 WRC                       |           |
| 2005      | Valentino Rossi      | Carlo Cassina        | Subaru Impreza WRC                    |           |
| 2006      | Valentino Rossi      | Carlo Cassina        | Ford Focus WRC                        |           |
| 2007      | Piero Longhi         | Luca Cassol          | Subaru Impreza WRC                    |           |
| 2008      | Piero Longhi         | Luca Cassol          | Subaru Impreza WRC                    |           |
| 2009      | Dindo Capello        | Gigi Pirollo         | Citroën C4 WRC                        |           |
| 2010      | Dani Sordo           | Diego Vallejo        | Citroën C4 WRC                        |           |
| 2011      | Sébastien Loeb       | Severine Loeb        | Citroën DS3 WRC                       |           |
| 2012      | Valentino Rossi      | Carlo Cassina        | Ford Fiesta RS WRC                    |           |
| 2013      | Dani Sordo           | Marc Martí           | Citroën DS3 WRC                       |           |
| 2014      | Robert Kubica        | Alessandra Benedetti | Ford Fiesta RS WRC                    |           |
| 2015      | Tony Cairoli         | Matteo Romano        | Citroën DS3 WRC                       |           |
| 2016      | Valentino Rossi      | Carlo Cassina        | Ford Fiesta RS WRC                    |           |
| 2017      | Andreas Mikkelsen    | Thierry Neuville     | Hyundai NG i20 WRC                    |           |
| 2018      | Tony Cairoli         | Eleonora Mori        | Hyundai NG i20 WRC                    |           |
| 2019      | Dani Sordo           | Carlos del Barrio    | Hyundai i20 Coupe WRC                 | WRC Plus  |
| 2019      | Andrea Crugnola      | Marco Bergonzi       | Volkswagen Polo GTI R5                | R5        |
| 2024      | Adrien Fourmaux      | Alexandre Coria      | Ford Puma Rally1 Hybrid               | Rally1    |
| 2024      | Andrea Crugnola      | Andrea Sassi         | Citroën C3 Rally2                     | Rally2    |

### Multi vincitori
| Vittorie | Pilota             | Anno                       |
| -------- | ------------------ | -------------------------- |
| 7        | Valentino Rossi    | 2006–2007, 2012, 2015–2018 |
| 5        | Rinaldo Capello    | 2000, 2004–2005, 2008–2009 |
| 4        | Federico Ormezzano | 1978, 1980–1982            |
| 3        | Marco Spinelli     | 1995–1997                  |
| 2        | Adartico Vudafieri | 1983, 1985                 |
| 2        | Gianfranco Cunico  | 1986, 1990                 |
| 2        | Andrea Zanussi     | 1991, 1993                 |
| 2        | Dani Sordo         | 2010, 2013                 |
| 2        | Sébastien Ogier    | 2020, 2021                 |
| 2        | Andrea Crugnola    | 2019, 2024                 |

| Vittorie | Costruttore |
| -------- | ----------- |
| 12       | Ford        |
| 8        | Lancia      |
| 5        | Citroën     |
| 4        | Toyota      |
| 3        | Alfa Romeo  |
| 3        | Škoda       |
| 2        | Porsche     |
| 2        | BMW         |
| 2        | Subaru      |